# Lobblet (Arvidsjaurs socken, Lappland, 727047-167534)
Lobblet är en sjö i Arvidsjaurs kommun i Lappland och ingår i Byskeälvens huvudavrinningsområde. Sjön har en area på 0,106 kvadratkilometer och ligger 331,8 meter över havet. Sjön avvattnas av vattendraget Kilisån (Sikån).

## Delavrinningsområde
Lobblet ingår i det delavrinningsområde (727059-167530) som SMHI kallar för Utloppet av Lobblet. Medelhöjden är 334 meter över havet och ytan är 0,93 kvadratkilometer. Räknas de 41 avrinningsområdena uppströms in blir den ackumulerade arean 433,94 kvadratkilometer. Kilisån (Sikån) som avvattnar avrinningsområdet har biflödesordning 2, vilket innebär att vattnet flödar genom totalt 2 vattendrag innan det når havet efter 124 kilometer. Avrinningsområdet består mestadels av skog (21 procent) och sankmarker (68 procent). Avrinningsområdet har 0,11 kvadratkilometer vattenytor vilket ger det en sjöprocent på 11,3 procent.